# Бураго, Сергей Борисович
Бураго Сергей Борисович (05.04.1945, Ташкент — 18.01.2000, Киев) — украинский филолог (литературовед, стиховед), культуролог, культуртрегер. Доктор филологических наук с 1993 года.

## Биография
С. Б. Бураго в 1961 поступил в Белгородский педагогический институт на отделение русского и английского языков филологического факультета. В 1962 году перешёл в Винницкий педагогический институт, закончил его в 1966 году, залтем преподавал там английский язык до 1968 года.
В 1968 году он поступил в аспирантуру Киевского пединститута им. М. Горького, в 1972 году защитил кандидатскую диссертацию на тему: «Стиль художественно-философского мышления и позиция Александра Блока».
В 1971—1976 годах С. Б. Бураго — младший научный сотрудник Центральной научной библиотеки АН УССР.
В 1978—1980 и 1984—1986 годах Бураго работал на Кубе в качестве куратора вузов Гаваны.
По возвращении из Кубы в Украину, С. Б. Бураго возглавил кафедру русского языка для иностранцев Киевского государственного университета им. Тараса Шевченко.
В 1993 году Бураго защитил докторскую диссертацию на тему «Диалектика языка и литературоведческий анализ мелодии поэтического языка».
В 1994 году Бураго стал заведующим кафедрой русского и украинского языков Института международных отношений Киевского государственного университета им. Тараса Шевченко. На этой должности он проработал до конца жизни.
С. Б. Бураго много лет был активным членом специализированного совета Института литературы им. Т. Г. Шевченко в специальностях «зарубежная литература» и «компаративистика».
С. Б. Бураго занимался культуртрегертвом. Для сохранения лучших образцов украинской и российской культуры в контексте мировой культуры он основал Фонд гуманитарного развития «Collegium» который он возглавлял до 2000 года. Фонд издаёт журнал «Collegium», в котором печатаются статьи учёных из США, Европы и стран бывшего СССР с тематикой гуманитарных проблем современности. Ныне это издание возглавляет поэт и издатель Д. С. Бураго (сын С. Б. Бураго).
В 1994 г. С. Б. Бураго создал и до 1999 года возглавлял ежемесячник «„Collegium“ на сцене», мероприятия которого ежемесячно проходят в помещении Киевского дома актера (в последний четверг каждого месяца).
В 1994 г. с участием С. Б. Бураго стартовала Международная научная конференция «Язык и культура», носящая ныне его имя.
На здании Киевского дома актера установлена памятная доска С. Б. Бураго в знак его заслуг в культуртрегерской деятельности.

## Научные интересы
Среди научных интересов С. Б. Бураго со времени учёбы в университетах было творчество поэтов Серебряного века, особенно А. Блока. Работы Бураго с его наследием Бураго опубликовал в монографии «Александр Блок». В своём докладе «Набег язычества на рубеже веков» Бураго описал творческий путь Блока так: «Для Блока совершенно ясно, что спастись „самому нельзя“. И его позиция — это „принятие“ на себя всей тяжести эпохи, всей боли современности, ее разрывают противоречия.» Бураго считает, что Блок воспринимал саму жизнь как творчество.
С. Б. Бураго исследовал испаноязычную поэзию и культуру, в частности, творчество Гарсиа Лорки, Пабло Неруды, Элисео Диего. С Диего Бураго общался лично во время своей работы на Кубе. В 1994 г. в память об Элисео Диего С. Б. Бураго подготовил к печати сборник его стихов «Талисман».
С. Б. Бураго — автор более сотни научных трудов по вопросам теории литературы — стиховедения, истории русской литературы и культурологии. Его работы описывают универсальное смыслотворческое начало поэтического текста. В частности, «Музыка поэтической речи» (К.: 1986). Крупнейшие монографическое исследование Бураго «Мелодия стиха. Мир. Человек. Язык. Поэзия» (К.: 1999) посвящено теории поэтического языка, анализу ритмомелодики стиха («мелодии стиха») на материале русско-, украинско-, англо- и испаноязычных произведений выдающихся поэтов.
С. Б. Бураго занимался также пушкиноведением. Его работы как пушкиноведа связаны между собой своеобразной «сюжетной» линией, в которой выделены концептуальные мотивы (статья «К 200-летию со дня рождения Александра Сергеевича Пушкина», где образ поэта представлено как абсолютную универсальную ценность, статья «Поэт и чернь», где приведены столкновения духа свободы с не-волей, и статья «Пушкин и наше все», в которой автор обращается к феномену использования добра во имя зла в творчестве выдающегося русского автора).

## Труды
- Бураго С. Б. Александр Блок : Очерк жизни и творчества. — К.: Дніпро, 1981. —  236 с.
- Бураго С. Б. Музыка поэтической речи : Литературно-критический очерк. — Киев.: Дніпро, 1986. — 180 с.
- Бураго С. Б. Мелодия стиха : (Мир. Человек. Язык. Поэзия.) — К.: Collegium, 1999. — 350 с.
- Бураго С. Б. Набег язычества на рубеже веков : [избр. тр.] / С. Б. Бураго; [сост.  Д. С. Бураго; ред.: М. Ю. Карацуба, О. Г. Бураго]. — Киев: Изд. дом Дмитрия Бураго, 2015. — 671 с. — ISBN 978-966-489-324-1.
- Бураго С. Б. О смысле поэзии // Язык и культура: Материалы 4-й междунар. науч. конференции. —  К.: 1996.
- Бураго С. Б. Понимание литературы и объективность филологического анализа // Collegium. — 1993. — № 1.
- Бураго С. Б. Понимание литературы и объективность филологического анализа // Набег язычества на рубеже веков. — К.: Издательский дом Дмитрия Бураго, 2015.
- Бураго С. Б. Рихард Вагнер в драме Блока «Роза и Крест» // Язык и литература. — К.: 1997. — Т. 3. — С. 20—26.
- Бураго С. Б. Стиль художественно-философского мышления и позиция Александра Блока : Диссертация на соиск. учен. степени канд. филол. н. — К.: КГПИ им. А. М. Горького, 1972.
- Бураго С. Б. Стиль художественно-философского мышления и позиция Александра Блока : моногр. — К.: 1981.
- Бураго С. Б. Человек, язык, культура : Становление смысла // Язык и культура: Мат. 1-й междунар. науч. конференции. — К., 1992.
- Талисман: памяти Элисео Диего. / Сост. и ред. С. Бураго. — К.: Фонд гуманитарного развития «Collegium», 1994. — 50 с.